# Sophie Elkans gata

Sophie Elkans gata ligger i stadsdelen Backa på Hisingen i Göteborg. Gatan fick sitt namn 1992 och är uppkallad efter författaren Sophie Elkan, mer bekant som Selma Lagerlöfs väninna, som föddes i Göteborg. Den ligger i närheten av Rättsmedicinalverkets anläggningar. 